# اتحادیه دودمانی

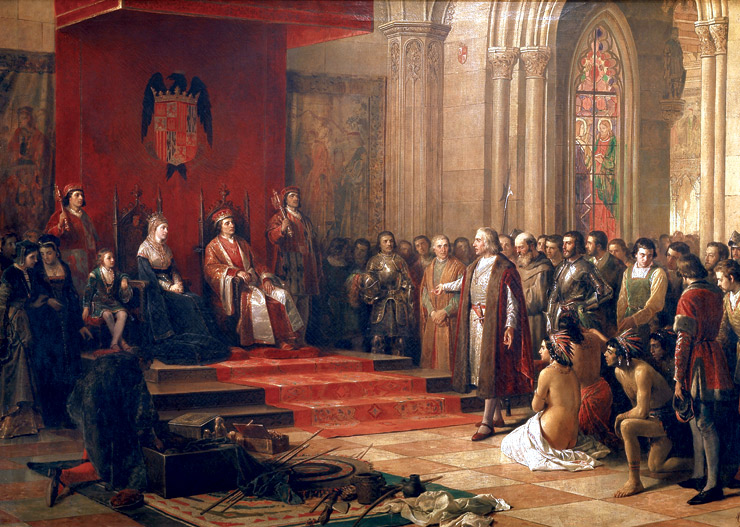
پادشاهان کاتولیک و کریستف کلمب، ۱۴۹۳

اتحادیهٔ دودمانی (انگلیسی: Dynastic union) یکی از گونه‌های شکل‌گیری یک فدراسیون است که تنها دو ایالت مختلف تحت سلطهٔ یک دودمان اداره می‌شوند و مرزها، قوانین و منافع آنها از یکدیگر متمایز است. این اتحادیه از این جهت متفاوت است که اتحادیهٔ شخصی تحت نظر یک پادشاه است، اما یک اتحاد دودمانی نیاز به دو پادشاه دارد.

## نمونه‌ها
- پادشاهی آراگون و پادشاهی ناوار
- پادشاهی آراگون و بخش بارسلونا
- اتحاد تاج و ولیعهد آراگون
- اتحادیه پادشاهی اسپانیا و پادشاهی پرتغال
- اتحاد دودمانی بین اسپانیا (اتحاد تاج بین تاج کاستیل و آراگون) و پرتغال (۱۵۸۰–۱۶۴۰)،[۲] به‌طور کلی، اتحادیه ایبری را مورخین جدید تحت فرمان سلسله فیلیپین می‌نامند.
- اتحادیه لیتوانی و پادشاهی لهستان: ازدواج یوگایلا و ملکه یادویگای لهستان در سال ۱۳۸۵ به‌طور کلی اتحادیه نامیده می‌شود. این اتحادیه شالودهٔ تشکیل احتمالی کشورهای مشترک‌المنافع - لیتوانی را پی‌ریزی کرد.
- اتحادیه پادشاهی اسکاتلند و پادشاهی فرانسه: فرهنگ نورمن یا فرانسوی برای اولین بار در اسکاتلند در جریان انقلاب داوودی، هنگامی که پادشاه دیوید اول اصلاحات به سبک قاره‌ای را در تمام جنبه‌های زندگی اسکاتلند: اجتماعی، مذهبی، اقتصادی و اداری ارائه کرد، پا گرفت. او همچنین مردم مهاجر فرانسوی و انگلیسی-فرانسوی را به اسکاتلند دعوت کرد.
- اتحادیه پادشاهی انگلستان و پادشاهی اسکاتلند: